# Polay Kalan
Polay Kalan is een nagar panchayat (plaats) in het district Shajapur van de Indiase staat Madhya Pradesh. 

## Demografie
Volgens de Indiase volkstelling van 2001 wonen er 10.849 mensen in Polay Kalan, waarvan 52% mannelijk en 48% vrouwelijk is. De plaats heeft een alfabetiseringsgraad van 61%. 